# 다카미야정 (히로시마현)
다카미야정(일본어: 高宮町)은 일본 히로시마현 다카타군에 존재했던 정이다.
2004년 3월 1일, 다카타군 야치요정, 미도리정, 요시다정, 고다정, 무카이하라정과 신설합병으로 성립한 아키타카타시로 전환되면서 다카미야정은 소멸하였다.

## 역사
- 1889년 4월 1일 - 정촌제 시행으로 다카타군 가와네, 구루하라, 후나사촌이 성립하였다.
- 1956년 9월 30일 - 가와네, 구루하라, 후나사촌이 합병 (신설합병)해, 다카미야정이 성립하였다.
- 2004년 3월 1일 - 다카타군 야치요정, 미도리정, 요시다정, 고다정, 무카이하라정과 신설합병해 아키타카타시가 성립하였다. 동일 다키미야정은 폐지되었다.

## 교통

### 철도
- 서일본 여객철도
  - 산코 선

### 도로
- 주고쿠 자동차도
- 국도 제433호선 (일본)(일본어판)
- 국도 제434호선 (일본)(일본어판) - 정내 전 구간이 국도 433호로 중용되고 있다.